# Pietro Iemmello
Pietro Iemmello (ur. 6 marca 1992 w Catanzaro) – włoski piłkarz grający na pozycji napastnika w Catanzaro.

## Kariera klubowa

### Wczesne lata
Urodzony w Catanzaro w Kalabrii, Iemmello został zatrudniony przez Fiorentinę w młodym wieku. Zajął drugie miejsce w Torneo di Viareggio 2011, a także wygrywając Coppa Italia Primavera 2011. Zakończył również jako przegrany półfinalista rundy play-off ligi młodzieżowej.
W lipcu 2011 roku został zaproszony na obóz przedsezonowy pierwszej drużyny Fiorentiny, wraz z 11 innymi młodymi zawodnikami. 13 sierpnia został wypożyczony do włoskiego klubu trzeciej ligi Pro Vercelli wraz z kolegą z drużyny, Marcosem Mirandą, Primaverą (dosłownie „Wiosną”, drużyną do lat 20).[10] 29 czerwca nastąpiło przedłużenie wypożyczenia na kolejny sezon do Pro Vercelli. Latem 2013 roku Pro Vercelli wykupiło wszystkich swoich zawodników z Fiorentiny.

### Frosinone
31 stycznia 2021 r. podpisał stały kontrakt z Frosinone.

### Catanzaro
20 stycznia 2022 r. został wypożyczony do Catanzaro. 8 lipca 2022 r. Iemmello odszedł z Frosinone do Catanzaro na stałe.